# Premyer Liqası 2020/21
Die Premyer Liqası 2020/21, nach einem Sponsorenabkommen offiziell Unibank Premyer Liqası genannt, war die 29. Spielzeit der höchsten aserbaidschanischen Spielklasse im Fußball der Männer seit deren Gründung im Jahr 1992. Sie begann am 21. August 2020 und endete am 19. Mai 2021.

## Modus
Die acht Mannschaften spielten an insgesamt 28 Spieltagen jeweils viermal gegeneinander; zweimal zu Hause, zweimal auswärts. Der Meister nahm an der Champions-League-Qualifikation teil, der Zweite und Dritte und der Pokalsieger an der Europa Conference League. Der Tabellenletzte stieg ab.

## Vereine
| Mannschaft    | Stadt    | Stadion                  | Kapazität | Vorjahr |
| ------------- | -------- | ------------------------ | --------- | ------- |
| Qarabağ Ağdam | Baku     | Azərsun-Arena            | 05.800    | 1.      |
| Neftçi Baku   | Baku     | Tofiq-Bəhramov-Stadion   | 29.858    | 2.      |
| FK Keşlə      | Baku     | ASK Arena                | 08.152    | 3.      |
| Sumqayıt PFK  | Sumqayıt | Mehdi-Hüseynzadə-Stadion | 16.000    | 4.      |
| Zirə FK       | Baku     | Zirə Olimpia Komplex     | 01.300    | 5.      |
| Sabah FK      | Baku     | Bank Respublika Arena    | 13.000    | 6.      |
| Səbail FK     | Baku     | Bayil Arena              | 05.000    | 7.      |
| FK Qəbələ     | Qəbələ   | Qəbələ şəhər stadionu    | 05.000    | 8.      |

## Abschlusstabelle
| Pl. | Verein               | Sp. | S  | U  | N  | Tore    | Diff. | Punkte |
| --- | -------------------- | --- | -- | -- | -- | ------- | ----- | ------ |
| 1.  | Neftçi Baku PFK      | 28  | 18 | 5  | 5  | 047:250 | +22   | 59     |
| 2.  | FK Qarabağ Ağdam (M) | 28  | 16 | 9  | 3  | 064:180 | +46   | 57     |
| 3.  | Sumqayıt PFK         | 28  | 10 | 9  | 9  | 030:310 | −1    | 39     |
| 4.  | Zirə FK              | 28  | 8  | 14 | 6  | 028:280 | ±0    | 38     |
| 5.  | Sabah FK             | 28  | 7  | 8  | 13 | 028:380 | −10   | 29     |
| 6.  | FK Keşlə             | 28  | 5  | 11 | 12 | 025:400 | −15   | 26     |
| 7.  | FK Qəbələ            | 28  | 5  | 11 | 12 | 023:440 | −21   | 26     |
| 8.  | Səbail FK            | 28  | 5  | 9  | 14 | 021:420 | −21   | 24     |

Platzierungskriterien: 1. Punkte – 2. Direkter Vergleich (Punkte, Tordifferenz, geschossene Tore) – 3. Tordifferenz – 4. geschossene Tore

| (M) | amtierender aserbaidschanischer Meister |

## Kreuztabelle
| Hinrunde         | Neftçi Baku PFK | FK Qarabağ Ağdam | Sumqayıt PFK | Zirə FK | Sabah FK | FK Keşlə | FK Qäbälä | Səbail FK |
| ---------------- | --------------- | ---------------- | ------------ | ------- | -------- | -------- | --------- | --------- |
| Neftçi Baku PFK  |                 | 0:6              | 0:2          | 0:0     | 1:0      | 2:1      | 1:1       | 2:1       |
| FK Qarabağ Ağdam | 1:2             |                  | 6:1          | 3:2     | 2:0      | 6:1      | 3:0       | 4:0       |
| Sumqayıt PFK     | 0:0             | 2:2              |              | 2:1     | 1:2      | 0:1      | 0:1       | 2:1       |
| Zirə FK          | 1:0             | 0:0              | 2:2          |         | 0:2      | 3:1      | 2:0       | 0:0       |
| Sabah FK         | 0:2             | 1:2              | 1:2          | 0:1     |          | 0:2      | 3:0       | 2:1       |
| FK Keşlə         | 0:1             | 0:0              | 0:1          | 2:3     | 1:1      |          | 3:1       | 0:2       |
| FK Qäbälä        | 1:4             | 1:1              | 1:1          | 1:1     | 2:1      | 0:0      |           | 1:1       |
| Səbail FK        | 1:3             | 1:1              | 2:1          | 1:2     | 2:1      | 1:1      | 1:3       |           |

| Rückrunde        | Neftçi Baku PFK | FK Qarabağ Ağdam | Sumqayıt PFK | Zirə FK | Sabak FK | FK Keşlə | FK Qäbälä | Səbail FK |
| ---------------- | --------------- | ---------------- | ------------ | ------- | -------- | -------- | --------- | --------- |
| Neftçi Baku PFK  |                 | 1:0              | 0:2          | 4:0     | 2:1      | 3:1      | 1:0       | 4:0       |
| FK Qarabağ Ağdam | 1:2             |                  | 4:1          | 1:1     | 2:0      | 2:0      | 3:0       | 1:0       |
| Sumqayıt PFK     | 0:1             | 0:0              |              | 0:0     | 0:2      | 2:2      | 2:0       | 3:0       |
| Zirə FK          | 1:0             | 0:2              | 0:0          |         | 2:2      | 0:0      | 0:0       | 2:0       |
| Sabah FK         | 2:2             | 0:4              | 1:1          | 2:1     |          | 1:1      | 1:0       | 0:0       |
| FK Keşlə         | 0:3             | 1:1              | 0:1          | 2:2     | 0:0      |          | 3:1       | 1:0       |
| FK Qäbälä        | 2:2             | 0:5              | 1:0          | 1:1     | 2:2      | 2:0      |           | 1:1       |
| Səbail FK        | 0:4             | 1:1              | 0:1          | 0:0     | 2:0      | 1:1      | 1:0       |           |

## Torschützenliste
| Pl. | Spieler         | Mannschaft    | Tore |
| --- | --------------- | ------------- | ---- |
| 01. | Namik Alaskarow | Neftçi Baku   | 19   |
| 02. | Mahir Emreli    | Qarabağ Ağdam | 18   |
| 03. | Filip Ozobić    | Qarabağ Ağdam | 11   |
| 04. | Ali Ghorbani    | Sumqayıt PFK  | 9    |
| 05. | Rahim Sadikhov  | Sumqayıt PFK  | 8    |
| 05. | Dawit Wolkowi   | Zirə FK       | 8    |